# Patinação de velocidade nos Jogos Olímpicos de Inverno de 1952
A patinação de velocidade(pt-BR) ou patinagem de velocidade(pt-PT?) nos Jogos Olímpicos de Inverno de 1952 consistiu de quatro de eventos para homens. As provas foram realizadas entre os dias 16 e 19 de fevereiro de 1952.
Hjalmar Andersen, da Noruega, conquistou três das quatro medalhas disponíveis.

## Medalhistas
Masculino
| Evento                | Ouro                         | Prata                               | Bronze                                             |
| --------------------- | ---------------------------- | ----------------------------------- | -------------------------------------------------- |
| 500 metros detalhes   | Ken Henry USA Estados Unidos | Don McDermott USA Estados Unidos    | Gordon Audley CAN Canadá Arne Johansen NOR Noruega |
| 1500 metros detalhes  | Hjalmar Andersen NOR Noruega | Wim van der Voort NED Países Baixos | Roald Aas NOR Noruega                              |
| 5000 metros detalhes  | Hjalmar Andersen NOR Noruega | Kees Broekman NED Países Baixos     | Sverre Haugli NOR Noruega                          |
| 10000 metros detalhes | Hjalmar Andersen NOR Noruega | Kees Broekman NED Países Baixos     | Carl-Erik Asplund SWE Suécia                       |

## Quadro de medalhas
| Ordem | País               | Medalha de ouro | Medalha de prata | Medalha de bronze |    |
| ----- | ------------------ | --------------- | ---------------- | ----------------- | -- |
| 1     | NOR Noruega        | 3               |                  | 3                 | 6  |
| 2     | USA Estados Unidos | 1               | 1                |                   | 2  |
| 3     | NED Países Baixos  |                 | 3                |                   | 3  |
| 4     | CAN Canadá         |                 | 1                | 1                 | 2  |
| 4     | SWE Suécia         |                 | 1                | 1                 | 2  |
| TOTAL | TOTAL              | 4               | 4                | 5                 | 13 |

## Países participantes
Sete patinadores competiram em todos os quatro eventos.
Um total de 67 patinadores de 14 países participaram da modalidade:
| - GER Alemanha (1) - AUS Austrália (3) - AUT Áustria (1) - BEL Bélgica (3) - CAN Canadá (4) - USA Estados Unidos (7) - FIN Finlândia (6) | - GBR Grã-Bretanha (3) - HUN Hungria (2) - ITA Itália (3) - JPN Japão (6) - NOR Noruega (12) - NED Países Baixos (7) - SWE Suécia (9) |